# Radrennbahn Friedenau
Die Radrennbahn Friedenau befand sich von 1897 bis 1904 im Sportpark Friedenau. Die Gemeinde Friedenau lag damals vor den Toren Berlins. Der Sportpark in unmittelbarer Nähe des seinerzeitigen Ringbahnhofs Wilmersdorf-Friedenau (heute: Bahnhof Bundesplatz) wurde zwischen der damaligen Kaiserallee (heute: Bundesallee) und der Handjery-, Varziner und Carlsruher Straße (heute: Sarrazinstraße) errichtet.
Die Radrennbahn wurde von dem im Jahr 1891 gegründeten Friedenauer Radfahrer-Verein gebaut. Später ging sie in den Besitz der Berliner Sportpalast GmbH über und wurde von Ferdinand Knorr geleitet, einem bekannten Berliner Radsportorganisator. Die Bahn war offen, 500 m lang, aus Zement gefertigt und besonders für Steherrennen geeignet. Der Radrennfahrer Bruno Büchner eröffnete eine Rennfahrerschule an der Radrennbahn.

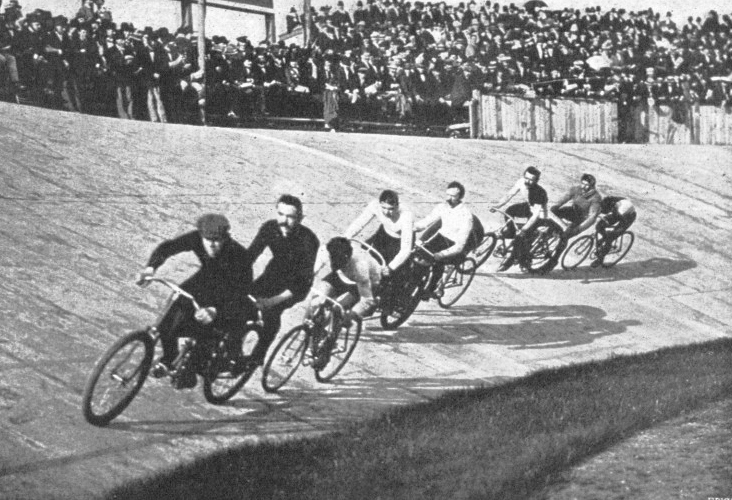
Rennen um das Goldene Rad (1900),
v. l. n. r.: Émile Bouhours, Alfred Köcher und Edouard Taylor

Das Gelände des Sportparks umfasste neben der Radbahn auch Schießstände und Tennisplätze, Turnplatz und Fechthalle, Restaurants und einen Park. Die Tribünen boten Platz für 20.000 Zuschauer. Der Sportpark gilt als erstes Berliner Stadion.

## Sportliche Nutzung

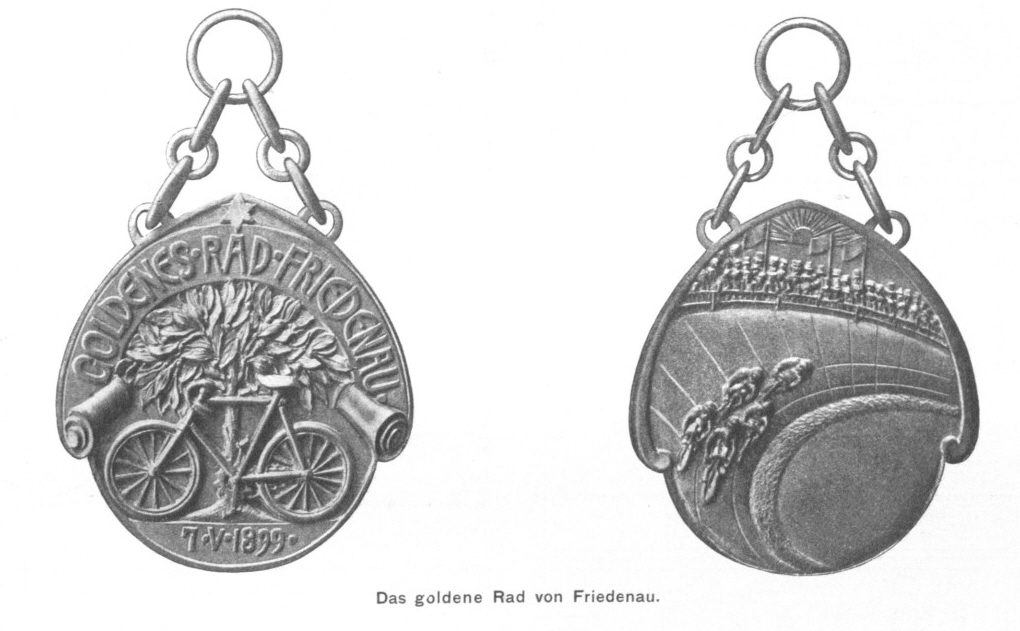
Die Medaille Goldenes Rad von 1899

Rennen auf der Radrennbahn im Sportpark Friedenau, 1903

Im Jahr 1897 wurde die Bahn mit dem Rennen Großer Preis von Berlin eröffnet, Sieger war Sprint-Weltmeister Willy Arend. Besonders beliebt war das jährliche Rennen um das Goldene Rad von Friedenau mit internationalen Radsportstars. Unter den Gewinnern, die das Goldene Rad in Form einer Medaille erhielten, befanden sich Émile Bouhours, Bruno Salzmann und Thaddäus Robl. Eine der letzten Veranstaltungen auf der Bahn war das 100-Kilometer-Steherrennen Der Große Preis von Europa mit den damals Besten, Robert Walthour, Piet Dickentman, Tommy Hall und Robl, das Walthour gewann.  Der walisische Radsportler Jimmy Michael stürzte 1904 auf der Bahn und erlitt schwere Kopfverletzungen, die mit zu seinem Tod im selben Jahr beitrugen.
Zweimal wurden auf der Bahn UCI-Bahn-Weltmeisterschaften ausgetragen: 1901 gewann Robl in Friedenau seinen ersten Weltmeistertitel der Profi-Steher, 1902 an gleicher Stelle seinen zweiten. In den Wintermonaten diente der Innenraum als Eisbahn. Im Sommer fanden auf der Bahn auch reine Motorradrennen statt, das erste im Jahr 1898.
Ab 1897 wurde der Innenraum der Rennbahn auch für Fußball genutzt. Zwischen 1897 und 1902 organisierte der Akademische Sport-Club hier die akademischen Meisterschaften im Fußball, Lawn-Tennis und der Leichtathletik. 1901 pachtete der BTuFC Britannia 1892 den Innenraum. 1903 und 1904 fanden hier zwei Endrundenspiele zur deutschen Fußballmeisterschaft statt. 1903 unterlag Britannia dem späteren Meister VfB Leipzig mit 1:3 in der Vorrunde. Im Folgejahr gelang ein 6:1-Sieg gegen den Karlsruher FV. Da das Spiel entgegen der DFB-Statuten nicht auf neutralem Platz ausgetragen wurde, protestierten die Karlsruher, sodass am Vormittag des Finaltages die gesamte Endrunde der Meisterschaft annulliert wurde.

## Sonstiges
Einer der ersten Stummfilme wurde 1904 mit dem Titel Auf der Radrennbahn in Friedenau gedreht, was für den Bekanntheitsgrad der Rennbahn sprach. Im selben Jahr wurde die Bahn abgerissen, da an ihrer Stelle von dem Bauunternehmer Georg Haberland Wohnungen im heutigen Wagnerviertel errichtet wurden.
Als Ersatz für die Rennbahn Friedenau wurde die Radrennbahn Steglitz errichtet.